# Premier Manager
Premier Manager est une série de jeux vidéo de gestion sportive (football) créée en 1992.

## Titres
- 1992 : Premier Manager (Acorn Archimedes, Amiga, Atari ST, DOS, Mega Drive)
- 1993 : Premier Manager 2 (Amiga, Atari ST, DOS)
- 1994 : Premier Manager 3 (Amiga, DOS)
- 1995 : Premier Manager 3 De-Luxe (Amiga, DOS)
  - 1995 : Premier Multi-Edit System (Amiga, DOS)
- 1997 : Premier Manager 97 (Windows, Mega Drive)
- 1998 : Premier Manager 98 (Windows, PlayStation)
- 1999 : Premier Manager Ninety-Nine (Windows, PlayStation) - Premier Manager 64 (Nintendo 64)
- 2000 : Canal+ Premier Manager / Premier Manager 2000 (PlayStation)
- 2002 : Premier Manager (Windows, PlayStation 2)
- 2003 : Premier Manager 2003-04 (Windows, PlayStation 2, Game Boy Advance)
- 2004 : Premier Manager 2004-2005 (Windows, PlayStation 2, Game Boy Advance)
- 2005 : Premier Manager 2005-2006 (Windows, PlayStation 2, Game Boy Advance)
- 2007 : Premier Manager 08 (Windows, PlayStation 2)
- 2008 : Premier Manager 09 (Windows, PlayStation 2)
- 2011 : Premier Manager (PlayStation 3)